# The Stranglers
The Stranglers (ang. „Dusiciele”) – brytyjska grupa muzyczna założona 11 września 1974 w Guildford w hrabstwie Surrey. Początkowo zespół nazywał się The Guildford Stranglers, a jego członkami byli Hugh Cornwell (śpiew i gitara), Hans Warmling (instrumenty klawiszowe, gitary; po 2 latach zastąpił go Dave Greenfield), Jean-Jacques Burnel (gitara basowa) oraz Jet Black (perkusja).
Swoją karierę zaczynali grając ponurą muzykę rockową w angielskich pubach, jednak szybko zainteresowali się innymi gatunkami muzycznymi. Po trasie koncertowej zespołu Ramones w 1976 zaczęli porównywać swoją muzykę do stylu punk rock, chociaż używali w swojej twórczości tak pogardzanego przez styl punk syntezatora. W mniejszym stopniu interesowali się także muzyką new wave oraz rockiem gotyckim. Burnel powiedział kiedyś w wywiadzie: „Zdecydowanie uważam się za punkrockowca”. Przez lata ich styl muzyczny ewoluował w rejony coraz bardziej związane z klasycznym rockiem, przy czym ich znakiem rozpoznawczym była charakterystyczna gra na gitarze basowej J.J. Burnela, którego styl gry był związany z uzyskiwaniem metalicznych dźwięków poprzez grę kostką w pobliżu mostka.

## Muzycy

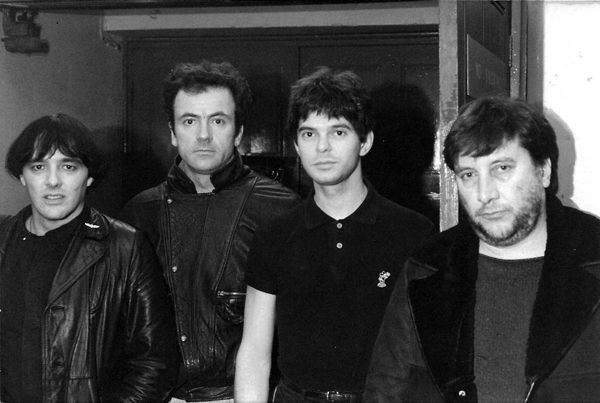
Zespół w Londynie, od lewej: Dave Greenfield, Hugh Cornwell, Jean-Jacques Burnel i Jet Black (1985)

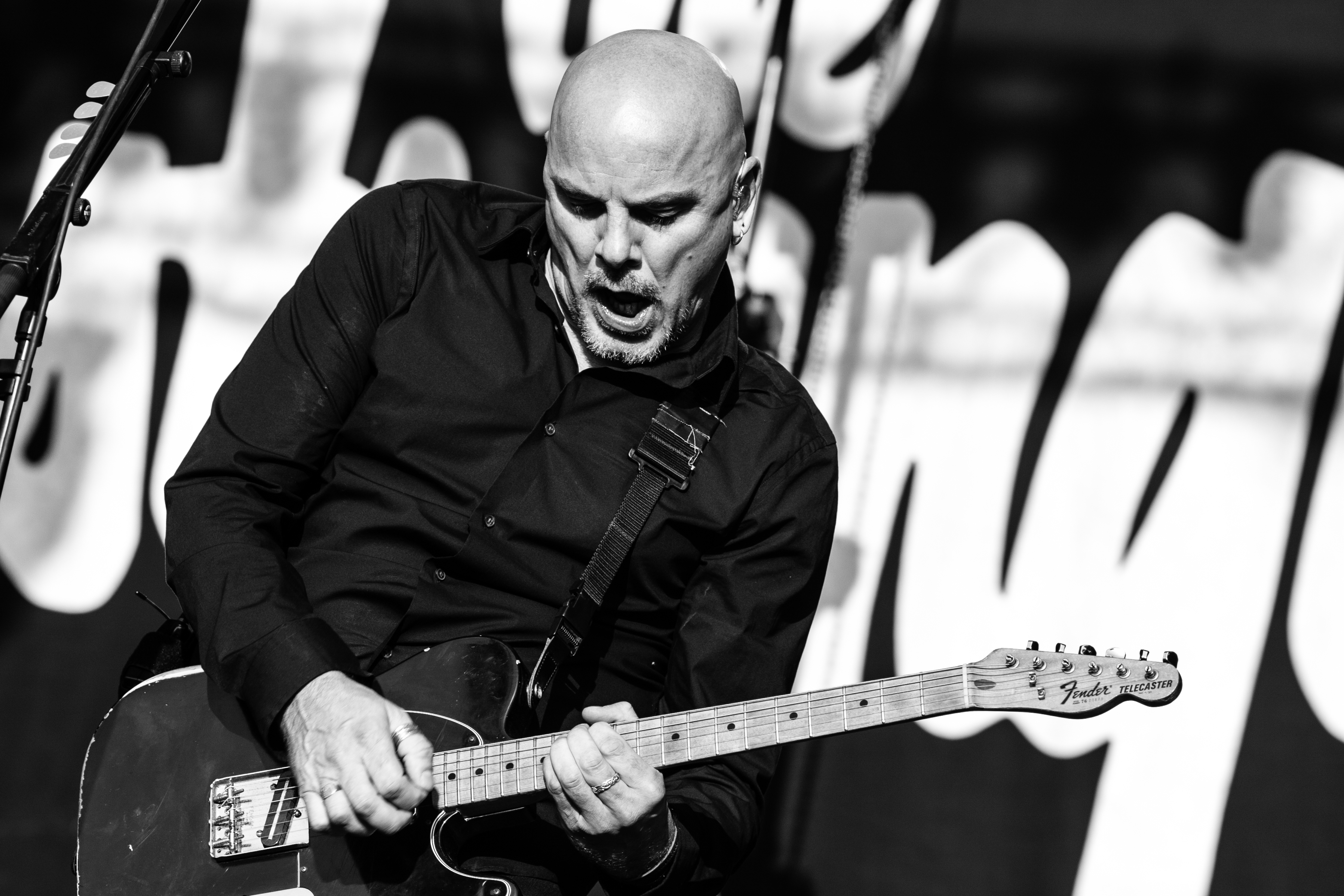
Baz Warne podczas koncertu zespołu w ramach Brussels Summer Festival (2012)

### Obecny skład zespołu
- Jean-Jacques Burnel – lider, gitara basowa, śpiew (od 1974)
- Baz Warne – główny wokalista, gitara (od 2000)
- Jim Macaulay – perkusja, śpiew (od 2018)
- Toby Hounsham – instrumenty klawiszowe (od 2021[1])

### Byli członkowie
- Brian John Duffy ps. Jet Black (zmarły[2]) – perkusja (1974–2018[3])
- Hugh Cornwell – gitara, śpiew (1974–1990)
- Hans Waermling – gitara, instrumenty klawiszowe, śpiew (1974–1975)
- Dave Greenfield (zmarły) – instrumenty klawiszowe, śpiew (1975–2020)
- John Ellis – gitara, podkłady wokalne (1990–2000)
- Paul Roberts – główne wokale, perkusja (1990–2006)

## Dyskografia

### Albumy studyjne
- Rattus Norvegicus (1977)
- No More Heroes (1977)
- Black and White (1978)
- The Raven (1979)
- The Gospel According to the Meninblack (1981)
- La Folie (1981)
- Feline (1983)
- Aural Sculpture (1984)
- Dreamtime (1986)
- 10 (1990)
- Stranglers in the Night (1992)
- About Time (1995)
- Written in Red (1997)
- Coup de Grace (1998)
- Norfolk Coast (2004)
- Suite XVI (2006)
- Giants (2012)
- Dark Matters (2021)

### Albumy koncertowe
- Live (X Cert) 1979 UK #7
- The Stranglers & Friends Live in Concert 1980
- All Live and All of the Night 1988 UK #12
- Live at the Hope and Anchor 1992
- The Early Years '74 '75 '76 Rare Live and Unreleased 1992
- Saturday Night, Sunday Morning 1993
- Death And Night And Blood 1994
- Access All Areas 1996
- Friday the Thirteenth 1997
- Live at the Hammersmith Odeon '81 1998
- 5 Live 01 2001
- Live at the Apollo 2003
- Apollo Revisited 2003
- Coast to Coast: Live on Tour 2006
- Acoustic Set Convention 2011 Live 2012
- Acoustic in Brugge 2012

### Kompilacje
- The Stranglers IV 1980 (wydanie tylko w Stanach Zjednoczonych i w Kanadzie)
- The Collection 1977-1982 1982 UK #12
- The Great Lost Stranglers Album 1983 (wydany tylko w Japonii)
- The Great Lost Stranglers Album (Continued) 1983 (wydany tylko w Japonii)
- Off The Beaten Track 1986
- Rarities 1988
- Singles (The UA Years) 1989
- Greatest Hits 1977-1990 1990 UK #4
- All Twelve Inches 1992
- The Early Years '74 '75 '76 Rare Live and Unreleased 1992
- Living in Oblivion: The 80's Greatest Hits, Vol. 1 1993
- Strangled from Birth and Beyond 1994
- The Sessions 1995
- The Hit Men 1996
- The Best of the Epic Years 1997
- The Collection 1997
- Access All Areas 1998
- Collection 1998
- Hits & Heroes 1999
- Hits Collection 1999
- The Stranglers 2001
- The Masters 2002
- Lies and Deception 2002
- Laid Back – unplugged 2002
- Peaches: The Very Best of The Stranglers 2002 UK #21
- The Rarities 2002
- Out of the Black 2002
- Sweet Smell of Success – Best of the Epic Years 2003
- Live 'n' Sleazy 2003
- Miss You 2003
- Gold 2003
- The Very Best of The Stranglers 2006
- The Story So Far 2007
- Decade: The Best of 1981-1990 2009

### Projekty specjalne
- Laid Black
- Clubbed to Death

### Single
| Rok  | Nazwa                                                                 | Pozycja osiągnięta na UK Singles Chart | Album                                  |
| ---- | --------------------------------------------------------------------- | -------------------------------------- | -------------------------------------- |
| 1977 | „(Get A) Grip (On Yourself)”                                          | 44                                     | Rattus Norvegicus                      |
| 1977 | „Peaches”/„Go Buddy Go”                                               | 8                                      | Rattus Norvegicus                      |
| 1977 | „Something Better Change”/„Straighten Out”                            | 9                                      | No More Heroes                         |
| 1977 | „No More Heroes”                                                      | 8                                      | No More Heroes                         |
| 1978 | „Five Minutes”                                                        | 11                                     |                                        |
| 1978 | „Nice 'N' Sleazy”                                                     | 18                                     | Black and White                        |
| 1978 | „Walk on By”                                                          | 21                                     |                                        |
| 1979 | „Duchess”                                                             | 14                                     | The Raven                              |
| 1979 | „Nuclear Device (The Wizard Of Aus)”                                  | 36                                     | The Raven                              |
| 1979 | „Don't Bring Harry”/„Wired”/„Crabs (Live)”/„In the Shadows (Live)” EP | 41                                     | The Raven                              |
| 1980 | „Bear Cage”                                                           | 36                                     |                                        |
| 1980 | „Who Wants The World”                                                 | 39                                     |                                        |
| 1981 | „Thrown Away”                                                         | 42                                     | The Gospel According to the Meninblack |
| 1981 | „Just Like Nothing On Earth”                                          | 81                                     | The Gospel According to the Meninblack |
| 1981 | „Let Me Introduce You to the Family”                                  | 42                                     | La Folie                               |
| 1982 | „Golden Brown”                                                        | 2                                      | La Folie                               |
| 1982 | „La Folie”                                                            | 47                                     | La Folie                               |
| 1982 | „Strange Little Girl”                                                 | 7                                      | The Collection 1977-1982               |
| 1983 | „European Female”                                                     | 9                                      | Feline                                 |
| 1983 | „Midnight Summer Dream”                                               | 35                                     | Feline                                 |
| 1983 | „Paradise”                                                            | 48                                     | Feline                                 |
| 1984 | „Skin Deep”                                                           | 15                                     | Aural Sculpture                        |
| 1984 | „No Mercy”                                                            | 37                                     | Aural Sculpture                        |
| 1985 | „Let Me Down Easy”                                                    | 48                                     | Aural Sculpture                        |
| 1986 | „Nice in Nice”                                                        | 30                                     | Dreamtime                              |
| 1986 | „Always the Sun”                                                      | 30                                     | Dreamtime                              |
| 1986 | „Big in America”                                                      | 48                                     | Dreamtime                              |
| 1987 | „Shakin' Like A Leaf”                                                 | 58                                     | Dreamtime                              |
| 1988 | „All Day and All of the Night”                                        | 7                                      | All Live and All of the Night          |
| 1989 | „Grip '89 (Get A) Grip (On Yourself)” (re-mix)                        | 33                                     | Singles (The UA Years)                 |
| 1990 | „96 Tears”                                                            | 17                                     | 10                                     |
| 1990 | „Sweet Smell of Success”                                              | 65                                     | 10                                     |
| 1991 | „Always the Sun (Sunny Side Up Mix)”                                  | 29                                     | Greatest Hits 1977-1990                |
| 1991 | „Golden Brown” (re-issue)                                             | 68                                     |                                        |
| 1992 | „Heaven or Hell”                                                      | 46                                     | Stranglers in the Night                |
| 1992 | „Sugar Bullets”                                                       | nieznana                               | Stranglers in the Night                |
| 1995 | „Lies and Deception”                                                  | 111                                    | About Time                             |
| 1997 | „In Heaven She Walks”                                                 | 86                                     | Written in Red                         |
| 2004 | „Big Thing Coming”                                                    | 31                                     | Norfolk Coast                          |
| 2004 | „Long Black Veil”                                                     | 51                                     | Norfolk Coast                          |
| 2006 | „Spectre of Love”                                                     | 57                                     | Suite XVI                              |